# 福尔曼 (北达科他州)
福尔曼（英語：Forman）是美国北达科他州下属的一座城市，也是薩金特縣的縣治。根据2010年美国人口普查，该市有人口504人。2011年估计该市有人口499人，相对于2010年，增长率为?0.99%。